# كلارا بيتاتشي

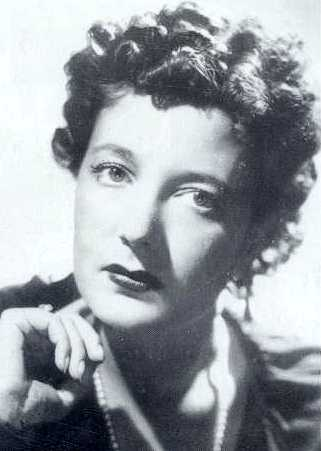
كلارا بيتاتشي

كلارا بيتاتشي والمعروفة باسم كلاريتا بيتاتشي (28 فبراير 1912 - 28 أبريل 1945) كانت عشيقة حاكم إيطاليا إبان الحرب العالمية الثانية بينيتو موسوليني ، الذي كان يكبرها بثمانية وعشرين عاماً.
وفي يوم 27 أبريل 1945 تم القبض عليها مع موسوليني من قبل أنصار الشيوعية، وهما يحاولان الهرب في مؤخرة سيارة نقل باتجاه الحدود ، وفي اليوم التالي (28 أبريل 1945) تم تنفيذ حكم الإعدام عليهما، وعُرِضت جثتهما مقلوبةً رأساً على عقب في ساحة عامة في مدينة ميلانو  مع جثث خمسة قادة فاشيين آخرين.

## عائلتها
- شقيقة كلارا بيتاتشي هي الممثلة ميريام دي سان سيرفولو (31 مايو 1923-1924 - مايو 1991)، المعروفة أيضا باسم ميريام بيتاتشي.
- تم القبض على شقيق كلارا بيتاتشي، مارسيلو بيتاتشي، مع موسوليني وكلارا بيتاتشي. ولكن، بدلاً من إعدامه معهم، تم إطلاق النار عليه بينما كان يحاول الفرار.

## روابط خارجية
- كلارا بيتاتشي على موقع IMDb (الإنجليزية)
- كلارا بيتاتشي على موقع إن إن دي بي (الإنجليزية)
- كلارا بيتاتشي على موقع قاعدة بيانات الفيلم (الإنجليزية)